# Шуртан
Шурта́н (рос. Шуртан) — присілок у складі Красноуфімського міського округу (Натальїнськ) Свердловської області.
Населення — 8 осіб (2010, 16 у 2002).
Національний склад станом на 2002 рік: росіяни — 100 %.